# Saint-Pompain
Saint-Pompain – miejscowość i gmina we Francji, w regionie Nowa Akwitania, w departamencie Deux-Sèvres.
Według danych na rok 1990 gminę zamieszkiwało 805 osób, a gęstość zaludnienia wynosiła 33 osób/km² (wśród 1467 gmin regionu Poitou-Charentes Saint-Pompain plasuje się na 382. miejscu pod względem liczby ludności, natomiast pod względem powierzchni na miejscu 273.).